# Copa FIFA Confederaciones 2001
La Copa FIFA Confederaciones 2001 fue la quinta versión de la Copa FIFA Confederaciones, realizada entre el 30 de mayo y el 10 de junio de 2001, en Corea del Sur y Japón. El torneo sirvió como ensayo general de la Copa Mundial de Fútbol de 2002 que realizaron en conjunto ambos países.
El torneo fue ganado por Francia, que derrotó a Japón 1-0. Con el título obtenido, Francia igualó el récord de Brasil como campeón simultáneo del mundo, continental y de la Copa FIFA Confederaciones.

## Organización

### Sedes
Las sedes de este torneo fueron:
| Daegu                        | Suwon                             | Ulsan                             |
| ---------------------------- | --------------------------------- | --------------------------------- |
| Estadio Mundialista de Daegu | Estadio Mundialista de Suwon      | Estadio Mundialista de Ulsan      |
| Capacidad: 68 014            | Capacidad: 43 188                 | Capacidad: 43 550                 |
|                              |                                   |                                   |
| Ibaraki                      | Niigata                           | Yokohama                          |
| Estadio de Kashima           | Estadio del Gran Cisne de Niigata | Estadio Internacional de Yokohama |
| Capacidad: 42 000            | Capacidad: 42 300                 | Capacidad: 70 000                 |
|                              |                                   |                                   |

### Árbitros
- Hellmut Krug
- Simon Micallef
- Óscar Ruiz
- Jun Lu
- Kim Milton Nielsen
- Byron Moreno
- Gamal Al-Ghandour
- Ali Bujsaim
- Hugh Dallas
- Carlos Batres
- Armando Archundia
- Felix Tangawarima

## Equipos participantes

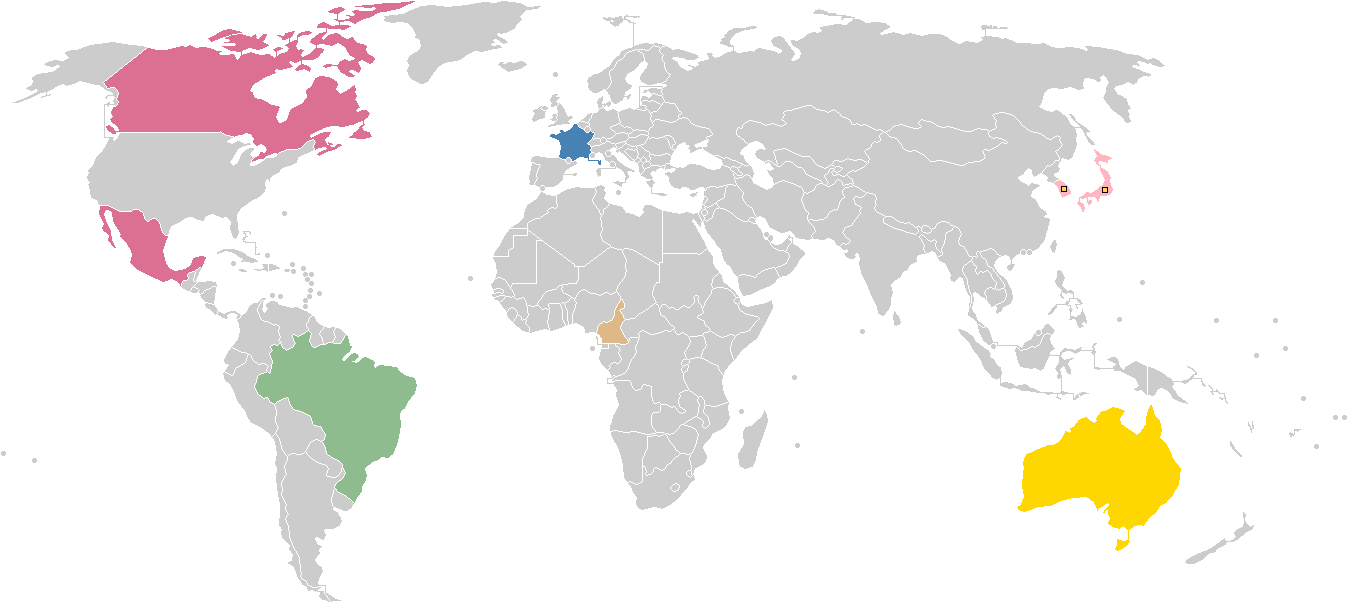
Equipos participantes de la Copa FIFA Confederaciones 2001.

Los ocho participantes de este torneo son oficialmente invitados por la FIFA. Estos corresponden a los anfitriones, los actuales campeones de la Copa del Mundo y los seis titulares de los campeonatos de las confederaciones de la FIFA.
Los ocho participantes de este torneo son invitados oficialmente por la FIFA. Estos corresponden a los campeones de los diversos torneos continentales y del Mundial, además del anfitrión del torneo.
En cursiva, los equipos debutantes en la copa.
| Confederación                            | Equipo        | Vía de clasificación                                                                |
| ---------------------------------------- | ------------- | ----------------------------------------------------------------------------------- |
| Anfitrión                                | Corea del Sur | Coorganizador de la Copa Mundial de Fútbol de 2002                                  |
| AFC (Asia)                               | Japón         | Coorganizador de la Copa Mundial de Fútbol de 2002 Campeón de la Copa Asiática 2000 |
| UEFA (Europa)                            | Francia       | Campeón de la Copa Mundial de Fútbol de 1998 Campeón de la Eurocopa 2000            |
| Conmebol (Sudamérica)                    | Brasil        | Campeón de la Copa América 1999                                                     |
| Concacaf (Norte, Centroamérica y Caribe) | Canadá        | Campeón de la Copa de Oro de la Concacaf 2000                                       |
| CAF (África)                             | Camerún       | Campeón de la Copa Africana de Naciones 2000                                        |
| OFC (Oceanía)                            | Australia     | Campeón de la Copa de las Naciones de la OFC 2000                                   |
| Invitado                                 | México        | Campeón de la Copa Confederaciones 1999                                             |

### Sorteo
| Bombo 1                                                                                 | Bombo 2        | Bombo 3                                                 | Bombo 4           |
| --------------------------------------------------------------------------------------- | -------------- | ------------------------------------------------------- | ----------------- |
| Corea del Sur (Coanfitrión, asignado al Gpo. A) Japón (Coanfitrión, asignado al Gpo. B) | Francia Brasil | México (asignado al Gpo. A) Canadá (asignado al Gpo. B) | Australia Camerún |

## Resultados

### Primera fase

#### Grupo A
| Equipo        | Pts | PJ | G | E | P | GF | GC | DG |
| ------------- | --- | -- | - | - | - | -- | -- | -- |
| Francia       | 6   | 3  | 2 | 0 | 1 | 9  | 1  | +8 |
| Australia     | 6   | 3  | 2 | 0 | 1 | 3  | 1  | +2 |
| Corea del Sur | 6   | 3  | 2 | 0 | 1 | 3  | 6  | -3 |
| México        | 0   | 3  | 0 | 0 | 3 | 1  | 8  | -7 |

| 30 de mayo de 2001, 17:00 | Corea del Sur | 0:5 (0:3) | Francia                                                           | Estadio Mundialista de Daegu, Daegu                           |                                                               |
|                           |               | Reporte   | Marlet 9' · Vieira 19' · Anelka 34' · Djorkaeff 80' · Wiltord 90' | Asistencia: 61 500 espectadores Árbitro(s): Gamal Al-Ghandour | Asistencia: 61 500 espectadores Árbitro(s): Gamal Al-Ghandour |

| 30 de mayo de 2001, 19:30 | México | 0:2 (0:1) | Australia              | Estadio Mundialista de Suwon, Suwon                         |                                                             |
|                           |        | Reporte   | Murphy 18' · Skoko 54' | Asistencia: 6232 espectadores Árbitro(s): Felix Tangawarima | Asistencia: 6232 espectadores Árbitro(s): Felix Tangawarima |

| 1 de junio de 2001, 17:00 | Australia | 1:0 (0:0) | Francia | Estadio Mundialista de Daegu, Daegu                       |                                                           |
|                           | Zane 60'  | Reporte   |         | Asistencia: 44 400 espectadores Árbitro(s): Carlos Batres | Asistencia: 44 400 espectadores Árbitro(s): Carlos Batres |

| 1 de junio de 2001, 19:30 | Corea del Sur                          | 2:1 (0:0) | México   | Estadio Mundialista de Ulsan, Ulsan                     |                                                         |
|                           | Hwang Sun-hong 56' · Yoo Sang-chul 90' | Reporte   | Ruiz 80' | Asistencia: 41 550 espectadores Árbitro(s): Hugh Dallas | Asistencia: 41 550 espectadores Árbitro(s): Hugh Dallas |

| 3 de junio de 2001, 17:00 | Francia                                    | 4:0 (1:0) | México | Estadio Mundialista de Ulsan, Ulsan                     |                                                         |
|                           | Wiltord 8' · Carrière 62', 83' · Pirès 71' | Reporte   |        | Asistencia: 28 864 espectadores Árbitro(s): Ali Busjaim | Asistencia: 28 864 espectadores Árbitro(s): Ali Busjaim |

| 3 de junio de 2001, 19:30 | Corea del Sur      | 1:0 (1:0) | Australia | Estadio Mundialista de Suwon, Suwon                    |                                                        |
|                           | Hwang Sun-hong 25' | Reporte   |           | Asistencia: 42 754 espectadores Árbitro(s): Óscar Ruiz | Asistencia: 42 754 espectadores Árbitro(s): Óscar Ruiz |

#### Grupo B
| Equipo  | Pts | PJ | G | E | P | GF | GC | DG |
| ------- | --- | -- | - | - | - | -- | -- | -- |
| Japón   | 7   | 3  | 2 | 1 | 0 | 5  | 0  | +5 |
| Brasil  | 5   | 3  | 1 | 2 | 0 | 2  | 0  | +2 |
| Camerún | 3   | 3  | 1 | 0 | 2 | 2  | 4  | -2 |
| Canadá  | 1   | 3  | 0 | 1 | 2 | 0  | 5  | -5 |

| 31 de mayo de 2001, 17:00 | Brasil                      | 2:0 (0:0) | Camerún | Estadio de Kashima, Ibaraki                             |                                                         |
|                           | Washington 53' · Miguel 57' | Reporte   |         | Asistencia: 10 519 espectadores Árbitro(s): Helmut Krug | Asistencia: 10 519 espectadores Árbitro(s): Helmut Krug |

| 31 de mayo de 2001, 19:30 | Japón                                   | 3:0 (0:0) | Canadá | Estadio del Gran Cisne de Niigata, Niigata                 |                                                            |
|                           | Ono 57' · Nishizawa 60' · Morishima 88' | Reporte   |        | Asistencia: 39 006 espectadores Árbitro(s): Simon Micallef | Asistencia: 39 006 espectadores Árbitro(s): Simon Micallef |

| 2 de junio de 2001, 17:00 | Canadá | 0:0     | Brasil | Estadio de Kashima, Ibaraki                        |                                                    |
|                           |        | Reporte |        | Asistencia: 12 095 espectadores Árbitro(s): Jun Lu | Asistencia: 12 095 espectadores Árbitro(s): Jun Lu |

| 2 de junio de 2001, 19:30 | Camerún | 0:2 (0:1) | Japón          | Estadio del Gran Cisne de Niigata, Niigata                    |                                                               |
|                           |         | Reporte   | Suzuki 8', 65' | Asistencia: 39 430 espectadores Árbitro(s): Armando Archundia | Asistencia: 39 430 espectadores Árbitro(s): Armando Archundia |

| 4 de junio de 2001, 17:00 | Brasil | 0:0     | Japón | Estadio de Kashima, Ibaraki                                    |                                                                |
|                           |        | Reporte |       | Asistencia: 37 740 espectadores Árbitro(s): Kim Milton Nielsen | Asistencia: 37 740 espectadores Árbitro(s): Kim Milton Nielsen |

| 4 de junio de 2001, 19:30 | Camerún                   | 2:0 (1:0) | Canadá | Estadio del Gran Cisne de Niigata, Niigata               |                                                          |
|                           | Tchoutang 48' · Mboma 83' | Reporte   |        | Asistencia: 15 822 espectadores Árbitro(s): Byron Moreno | Asistencia: 15 822 espectadores Árbitro(s): Byron Moreno |

### Segunda fase
|  | Semifinales           | Semifinales |                              |   | Final | Final |
|  |                       |             |                              |   |       |       |
|  | 7 de junio – Yokohama |             |                              |   |       |       |
|  |                       |             |                              |   |       |       |
|  | Japón                 | 1           |                              |   |       |       |
|  | Japón                 | 1           | 10 de junio – Yokohama       |   |       |       |
|  | Australia             | 0           |                              |   |       |       |
|  | Australia             | 0           | Japón                        | 0 |       |       |
|  | 7 de junio – Suwon    |             | Japón                        | 0 |       |       |
|  |                       | Francia     | 1                            |   |       |       |
|  | Francia               | Francia     | 1                            | 2 |       |       |
|  | Francia               |             |                              | 2 |       |       |
|  | Brasil                | 1           |                              |   |       |       |
|  | Brasil                | 1           | Partido por el tercer puesto |   |       |       |
|  |                       |             |                              |   |       |       |
|  | 9 de junio – Ulsan    |             |                              |   |       |       |
|  |                       |             |                              |   |       |       |
|  | Australia             | 1           |                              |   |       |       |
|  | Australia             | 1           |                              |   |       |       |
|  | Brasil                | 0           |                              |   |       |       |

#### Semifinales
| 7 de junio de 2001, 17:00 | Japón      | 1:0 (1:0) | Australia | Estadio Internacional de Yokohama, Yokohama                   |                                                               |
|                           | Nakata 43' | Reporte   |           | Asistencia: 48 699 espectadores Árbitro(s): Armando Archundia | Asistencia: 48 699 espectadores Árbitro(s): Armando Archundia |

| 7 de junio de 2001, 20:00 | Francia                 | 2:1 (1:1) | Brasil    | Estadio Mundialista de Suwon, Suwon                           |                                                               |
|                           | Pirès 7' · Desailly 54' |           | Ramon 30' | Asistencia: 34 527 espectadores Árbitro(s): Gamal Al-Ghandour | Asistencia: 34 527 espectadores Árbitro(s): Gamal Al-Ghandour |

#### Tercer lugar
| 9 de junio de 2001, 19:00 | Australia  | 1:0 (0:0) | Brasil | Estadio Mundialista de Ulsan, Ulsan                      |                                                          |
|                           | Murphy 84' | Reporte   |        | Asistencia: 28 520 espectadores Árbitro(s): Hellmut Krug | Asistencia: 28 520 espectadores Árbitro(s): Hellmut Krug |

#### Final
| 10 de junio de 2001, 19:00 | Japón | 0:1 (0:1) | Francia            | Estadio Internacional de Yokohama, Yokohama             |                                                         |
|                            |       | Reporte   | Patrick Vieira 30' | Asistencia: 65 533 espectadores Árbitro(s): Ali Bujsaim | Asistencia: 65 533 espectadores Árbitro(s): Ali Bujsaim |

|                             |
| Bandera de Francia          |
| Campeón Francia 1.er título |

## Estadísticas

### Tabla General
| Pos. | Selección     | Gr. | Pts. | PJ | PG | PE | PP | GF | GC | Dif | Rend.  |
| ---- | ------------- | --- | ---- | -- | -- | -- | -- | -- | -- | --- | ------ |
| 1    | Francia       | A   | 12   | 5  | 4  | 0  | 1  | 12 | 2  | 10  | 80%    |
| 2    | Japón         | B   | 10   | 5  | 3  | 1  | 1  | 6  | 1  | 5   | 66.67% |
| 3    | Australia     | A   | 9    | 5  | 3  | 0  | 2  | 4  | 2  | 2   | 60%    |
| 4    | Brasil        | B   | 5    | 5  | 1  | 2  | 2  | 3  | 3  | 0   | 33.33% |
| 5    | Corea del Sur | A   | 6    | 3  | 2  | 0  | 1  | 3  | 6  | -3  | 66.67% |
| 6    | Camerún       | B   | 3    | 3  | 1  | 0  | 2  | 2  | 4  | -2  | 33.33% |
| 7    | Canadá        | B   | 1    | 3  | 0  | 1  | 2  | 0  | 5  | -5  | 11.11% |
| 8    | México        | A   | 0    | 3  | 0  | 0  | 3  | 1  | 8  | -7  | 0%     |

### Goleadores
| Jugador         | Selección     | Goles |
| --------------- | ------------- | ----- |
| Shaun Murphy    | Australia     | 2     |
| Éric Carrière   | Francia       | 2     |
| Robert Pirès    | Francia       | 2     |
| Patrick Vieira  | Francia       | 2     |
| Sylvain Wiltord | Francia       | 2     |
| Takayuki Suzuki | Japón         | 2     |
| Hwang Sun-hong  | Corea del Sur | 2     |